# EHF Champions League 2015-2016 (pallamano maschile)
La EHF Champions League 2015-2016, nota per ragioni di sponsorizzazione come Velux Champions League, è stata la 56ª edizione del massimo torneo europeo di pallamano riservato alle squadre di club.

## Formula
- Turno di qualificazione: verrà disputato da quattro squadre che si affronteranno in semifinali e finali; la vincitrice si qualifica alla fase successiva mentre le altre squadre saranno retrocesse in EHF Cup.
- Fase a gironi: Verranno disputati quattro gruppi, due da otto squadre con gare di andata e ritorno e due da sei squadre con gare di andata e ritorno. Le prime sei dei due gironi da otto si qualificheranno alla fase successiva mentre le prime due dei due gironi da sei si scontreranno per decidere le altre due squadre che procederanno agli ottavi di finale.
- Ottavi di finale: le sedici squadre qualificate dalla fase precedente disputeranno gli ottavi di finale con la formula della eliminazione diretta con partite di andata e ritorno.
- Quarti di finale: le otto squadre qualificate dal turno precedente disputeranno i quarti di finale con la formula della eliminazione diretta con partite di andata e ritorno.
- Final Four: per la settimavolta verranno disputate le Final Four del torneo; le semifinali e le finali saranno giocate il 28 e 29 maggio nella Lanxess Arena di Colonia.

## Turno di qualificazione

### Risultati

#### Semifinali
| Squadra 1        | Squadra 2           | Risultato                                                        |
| ---------------- | ------------------- | ---------------------------------------------------------------- |
| Elverum Håndball | Limburg Lions       | Banja Luka - Sportska dvorana Borik 5 settembre 2015 - ore 17:30 |
| Elverum Håndball | Limburg Lions       | 35 - 30                                                          |
| Elverum Håndball | Limburg Lions       | 500 Spett.                                                       |
| Alpla HC Hard    | RK Borac Banja Luka | Banja Luka - Sportska dvorana Borik 5 settembre 2015 - ore 20:00 |
| Alpla HC Hard    | RK Borac Banja Luka | 35 - 33                                                          |
| Alpla HC Hard    | RK Borac Banja Luka | 3.500 Spett.                                                     |

#### Finale 3º/4º posto
| Squadra 1     | Squadra 2           | Risultato                                                        |
| ------------- | ------------------- | ---------------------------------------------------------------- |
| Limburg Lions | RK Borac Banja Luka | Banja Luka - Sportska dvorana Borik 6 settembre 2015 - ore 17:30 |
| Limburg Lions | RK Borac Banja Luka | 33 - 29                                                          |
| Limburg Lions | RK Borac Banja Luka | 400 Spett.                                                       |

#### Finale 1º/2º posto
| Squadra 1        | Squadra 2     | Risultato                                                        |
| ---------------- | ------------- | ---------------------------------------------------------------- |
| Elverum Håndball | Alpla HC Hard | Banja Luka - Sportska dvorana Borik 6 settembre 2015 - ore 20:00 |
| Elverum Håndball | Alpla HC Hard | 28 - 25                                                          |
| Elverum Håndball | Alpla HC Hard | 400 Spett.                                                       |

#### Verdetti
- Qualificato alla fase a gironi Champions League:  Elverum Håndball
- Qualificati al 3º turno EHF Cup:  Alpla HC Hard,  Limburg Lions
- Qualificato al 2º turno EHF Cup:  RK Borac Banja Luka

## Girone A

### Classifica
|  | Pos. | Squadra     | Pt | G  | V  | N | S  | GF  | GS  | D    | Note                              |
|  | ---- | ----------- | -- | -- | -- | - | -- | --- | --- | ---- | --------------------------------- |
|  | 1.   | PSG HB      | 24 | 14 | 12 | 0 | 2  | 442 | 389 | +53  | Qualificato ai quarti di finale   |
|  | 2.   | KC Veszprém | 23 | 14 | 11 | 1 | 2  | 402 | 364 | +38  | Qualificato agli ottavi di finale |
|  | 3.   | Flensburg   | 20 | 14 | 10 | 0 | 4  | 429 | 380 | +49  | Qualificato agli ottavi di finale |
|  | 4.   | THW Kiel    | 17 | 14 | 8  | 1 | 5  | 400 | 388 | +12  | Qualificato agli ottavi di finale |
|  | 5.   | RK Zagreb   | 11 | 14 | 5  | 1 | 8  | 358 | 367 | -9   | Qualificato agli ottavi di finale |
|  | 6.   | Wisła Płock | 8  | 14 | 3  | 2 | 9  | 372 | 397 | -25  | Qualificato agli ottavi di finale |
|  | 7.   | RK Celje    | 7  | 14 | 3  | 1 | 10 | 385 | 398 | -14  |                                   |
|  | 8.   | Beşiktaş    | 2  | 14 | 1  | 0 | 13 | 382 | 487 | -105 |                                   |

## Girone B

### Classifica
|  | Pos. | Squadra               | Pt | G  | V  | N | S  | GF  | GS  | D   | Note                              |
|  | ---- | --------------------- | -- | -- | -- | - | -- | --- | --- | --- | --------------------------------- |
|  | 1.   | Barcelona             | 23 | 14 | 11 | 1 | 2  | 423 | 372 | +42 | Qualificato agli ottavi di finale |
|  | 2.   | KS Kielce             | 21 | 14 | 9  | 3 | 2  | 425 | 399 | +26 | Qualificato agli ottavi di finale |
|  | 3.   | RK Vardar             | 18 | 14 | 9  | 0 | 5  | 416 | 373 | +34 | Qualificato agli ottavi di finale |
|  | 4.   | Rhein-Neckar Löwen    | 17 | 14 | 8  | 1 | 5  | 369 | 353 | +16 | Qualificato agli ottavi di finale |
|  | 5.   | Szeged                | 0  | 0  | 0  | 0 | 0  | 0   | 0   | +0  | Qualificato agli ottavi di finale |
|  | 6.   | Montpellier           | 7  | 14 | 3  | 1 | 10 | 372 | 413 | -41 | Qualificato agli ottavi di finale |
|  | 7.   | IFK Kristianstad      | 7  | 14 | 3  | 1 | 10 | 409 | 437 | -28 |                                   |
|  | 8.   | KIF Kolding København | 4  | 14 | 2  | 0 | 12 | 348 | 429 | -77 |                                   |

## Girone C

### Classifica
|  | Pos. | Squadra             | Pt | G  | V | N | S | GF  | GS  | D   | Note                   |
|  | ---- | ------------------- | -- | -- | - | - | - | --- | --- | --- | ---------------------- |
|  | 1.   | HC Meshkov Brest    | 16 | 10 | 8 | 0 | 2 | 321 | 264 | +57 | Qualificato ai playoff |
|  | 2.   | Naturhouse La Rioja | 14 | 10 | 7 | 0 | 3 | 298 | 270 | +18 | Qualificato ai playoff |
|  | 3.   | Porto               | 14 | 10 | 7 | 0 | 3 | 296 | 265 | +31 |                        |
|  | 4.   | Čechovskie Medvevi  | 8  | 10 | 4 | 0 | 6 | 271 | 292 | -21 |                        |
|  | 5.   | RK Vojvodina        | 4  | 10 | 2 | 0 | 8 | 241 | 297 | -56 |                        |
|  | 6.   | Tatran Prešov       | 4  | 10 | 2 | 0 | 8 | 240 | 279 | -39 |                        |

## Girone D

### Classifica
|  | Pos. | Squadra               | Pt | G  | V | N | S | GF  | GS  | D   | Note                   |
|  | ---- | --------------------- | -- | -- | - | - | - | --- | --- | --- | ---------------------- |
|  | 1.   | HC Motor Zaporozhye   | 15 | 10 | 7 | 1 | 2 | 296 | 277 | +19 | Qualificato ai playoff |
|  | 2.   | Skjern Håndbold       | 14 | 10 | 6 | 2 | 2 | 293 | 271 | +22 | Qualificato ai playoff |
|  | 3.   | Kadetten Schaffhausen | 11 | 10 | 5 | 1 | 4 | 270 | 270 | +0  |                        |
|  | 4.   | HC Minaur Baia Mare   | 9  | 10 | 3 | 3 | 4 | 264 | 268 | -4  |                        |
|  | 5.   | Elverum Håndball      | 7  | 10 | 3 | 1 | 6 | 274 | 289 | -15 |                        |
|  | 6.   | RK Metalurg Skopje    | 4  | 10 | 2 | 0 | 8 | 219 | 241 | -32 |                        |

## Playoff
| Squadra 1           | Squadra 2           | Gara 1  | Gara 2     | Totale  |
| ------------------- | ------------------- | ------- | ---------- | ------- |
| Naturhouse La Rioja | HC Motor Zaporozhye | Logroño | Zaporižžja | 67 - 70 |
| Naturhouse La Rioja | HC Motor Zaporozhye | 30 - 31 | 37 - 39    | 67 - 70 |

| Squadra 1 | Squadra 2        | Gara 1  | Gara 2  | Totale  |
| --------- | ---------------- | ------- | ------- | ------- |
| Skjern    | HC Meshkov Brest | Skjern  | Brėst   | 54 - 58 |
| Skjern    | HC Meshkov Brest | 31 - 31 | 23 - 27 | 54 - 58 |

## Fase ad eliminazione

### Ottavi di finale
| Squadra 1           | Squadra 2   | Gara 1     | Gara 2   | Totale  |
| ------------------- | ----------- | ---------- | -------- | ------- |
| HC Motor Zaporozhye | KC Veszprém | Zaporižžja | Veszprém | 52 - 70 |
| HC Motor Zaporozhye | KC Veszprém | 24 - 29    | 28 - 41  | 52 - 70 |

| Squadra 1        | Squadra 2 | Gara 1  | Gara 2  | Totale  |
| ---------------- | --------- | ------- | ------- | ------- |
| HC Meshkov Brest | KS Kielce | Brėst   | Kielce  | 58 - 65 |
| HC Meshkov Brest | KS Kielce | 28 - 32 | 29 - 33 | 58 - 65 |

| Squadra 1      | Squadra 2              | Gara 1      | Gara 2     | Totale  |
| -------------- | ---------------------- | ----------- | ---------- | ------- |
| Montpellier HB | SG Flensburg-Handewitt | Montpellier | Flensburgo | 57 - 59 |
| Montpellier HB | SG Flensburg-Handewitt | 27 - 28     | 30 - 31    | 57 - 59 |

| Squadra 1   | Squadra 2 | Gara 1  | Gara 2  | Totale  |
| ----------- | --------- | ------- | ------- | ------- |
| Wisła Płock | RK Vardar | Płock   | Skopje  | 54 - 55 |
| Wisła Płock | RK Vardar | 30 - 30 | 24 - 25 | 54 - 55 |

| Squadra 1      | Squadra 2 | Gara 1    | Gara 2  | Totale  |
| -------------- | --------- | --------- | ------- | ------- |
| SC Pick Szeged | THW Kiel  | Seghedino | Kiel    | 62 - 65 |
| SC Pick Szeged | THW Kiel  | 33 - 29   | 29 - 36 | 62 - 65 |

| Squadra 1 | Squadra 2          | Gara 1   | Gara 2  | Totale  |
| --------- | ------------------ | -------- | ------- | ------- |
| RK Zagreb | Rhein-Neckar Löwen | Zagabria | Manheim | 54 - 53 |
| RK Zagreb | Rhein-Neckar Löwen | 23 - 24  | 31 - 29 | 54 - 53 |

### Quarti di finale
| Squadra 1 | Squadra 2 | Gara 1   | Gara 2  | Totale  |
| --------- | --------- | -------- | ------- | ------- |
| RK Zagreb | PSG HB    | Zagabria | Parigi  | 52 - 60 |
| RK Zagreb | PSG HB    | 20 - 28  | 32 - 32 | 52 - 60 |

| Squadra 1 | Squadra 2 | Gara 1  | Gara 2     | Totale  |
| --------- | --------- | ------- | ---------- | ------- |
| THW Kiel  | Barcelona | Kiel    | Barcellona | 59 - 57 |
| THW Kiel  | Barcelona | 29 - 24 | 30 - 33    | 59 - 57 |

| Squadra 1 | Squadra 2   | Gara 1  | Gara 2   | Totale  |
| --------- | ----------- | ------- | -------- | ------- |
| RK Vardar | KC Veszprém | Skopje  | Veszprém | 56 - 59 |
| RK Vardar | KC Veszprém | 26 - 29 | 30 - 30  | 56 - 59 |

| Squadra 1              | Squadra 2 | Gara 1     | Gara 2  | Totale  |
| ---------------------- | --------- | ---------- | ------- | ------- |
| SG Flensburg-Handewitt | KS Kielce | Flensburgo | Kielce  | 56 - 57 |
| SG Flensburg-Handewitt | KS Kielce | 28 - 28    | 28 - 29 | 56 - 57 |

## VELUX Final4

### Semifinali
| Squadra 1 | Squadra 2 | Risultato |
| --------- | --------- | --------- |
| KS Kielce | PSG HB    | 28 - 26   |

| Squadra 1 | Squadra 2        | Risultato      |
| --------- | ---------------- | -------------- |
| THW Kiel  | Telekom Veszprem | 28 - 31 d.t.s. |

### Finale 3º posto
| Squadra 1 | Squadra 2 | Risultato |
| --------- | --------- | --------- |
| PSG HB    | THW Kiel  | 29 - 27   |

### Finale
| Squadra 1 | Squadra 2   | Risultato      |
| --------- | ----------- | -------------- |
| KS Kielce | KC Veszprém | 39 - 38 d.t.r. |

## Statistiche

### Classifica marcatori
| Giocatore        | Squadra             | Reti |
| ---------------- | ------------------- | ---- |
| Mikkel Hansen    | Paris-Saint Germain | 141  |
| Momir Ilić       | Veszprém            | 120  |
| Kiril Lazarov    | Barcellona          | 109  |
| Marko Vujin      | Kiel                | 103  |
| Dean Bombač      | Pick Szeged         | 101  |
| Domagoj Duvnjak  | Kiel                | 93   |
| Michał Jurecki   | Kielce              | 93   |
| Anders Eggert    | Flensburg-Handewitt | 90   |
| Nikola Karabatić | Paris-Saint Germain | 90   |
| Barys Pukhouski  | Motor Zaporižžja    | 90   |

### Top7
- Miglior portiere:  Niklas Landin
- Miglior ala destra:  Gašper Marguč
- Miglior terzino destro:  Kiril Lazarov
- Miglior centrale:  Dean Bombač
- Miglior terzino sinistro:  Momir Ilić
- Miglior ala sinistra:  Manuel Štrlek
- Miglior pivot:  Rastko Stojković

### Altri premi
- Miglior difensore:  Timuzsin Schuch
- Miglior giovane:  Darko Djukić
- Miglior allenatore:  Xavi Sabaté